# Гейнс (округ)
Шаблон:StateAbbr_ 32°44′ пн. ш. 102°38′ зх. д. / 32.74° пн. ш. 102.64° зх. д.
Округ Гейнс (англ. Gaines County) — округ (графство) у штаті Техас, США. Ідентифікатор округу 48165.

## Історія
Округ утворений 1876 року.

## Демографія
За даними перепису 2000 року загальне населення округу становило 14467 осіб, зокрема міського населення було 5912, а сільського — 8555. Серед мешканців округу чоловіків було 7122, а жінок — 7345. В окрузі було 4681 домогосподарство, 3756 родин, які мешкали в 5410 будинках. Середній розмір родини становив 3,53.
Віковий розподіл населення поданий у таблиці:
| Стать    | До 15 років | 15-21 | 22-29 | 30-39 | 40-49 | 50-65 | 65-85 | Понад 85 |
| -------- | ----------- | ----- | ----- | ----- | ----- | ----- | ----- | -------- |
| Чоловіки | 2106        | 906   | 666   | 943   | 985   | 883   | 581   | 52       |
| Жінки    | 2000        | 899   | 709   | 1017  | 932   | 931   | 741   | 116      |

## Суміжні округи
- Йохум — північ
- Террі — північ
- Доусон — схід
- Мартін — південний схід
- Ендрюс — південь
- Леа, Нью-Мексико — захід

## Виноски
1. ↑  U.S. Decennial Census. United States Census Bureau. Архів оригіналу за 26 квітня 2015. Процитовано 27 квітня 2015.
2. ↑  Texas Almanac: Population History of Counties from 1850–2010 (PDF). Texas Almanac. Архів оригіналу (PDF) за 26 лютого 2015. Процитовано 27 квітня 2015.
3. ↑  State & County QuickFacts. United States Census Bureau. Архів оригіналу за 28 липня 2011. Процитовано 16 грудня 2013.(англ.) Наведено за англійською вікіпедією.
4. ↑  American FactFinder. Бюро перепису населення США. Архів оригіналу за 26 лютого 2012. Процитовано 31 січня 2008.

| США | Це незавершена стаття з географії США. Ви можете допомогти проєкту, виправивши або дописавши її. |